# Hashima (ville)
Pour les articles homonymes, voir Hashima.
Hashima (羽島市, Hashima-shi) est une ville située dans la préfecture de Gifu, au Japon.

## Géographie

### Situation
Hashima est située dans le sud-ouest de la préfecture de Gifu, dans la plaine de Nōbi. La ville est bordée par le fleuve Kiso à l'est et la rivière Nagara à l'ouest.

### Municipalités limitrophes
| Ōgaki    | Gifu    | Kasamatsu  |
| Anpachi  | Hashima | Ichinomiya |
| Wanouchi | Kaizu   | Inazawa    |

### Démographie
En octobre 2019, la population de la ville de Hashima était de 67 728 habitants, répartis sur une superficie de 53,66 km2.

### Climat
Hashima a un climat subtropical humide caractérisé par des étés chauds et humides et des hivers doux. La température annuelle moyenne est de 14,9 °C. Les précipitations annuelles moyennes sont de 1 907 mm, septembre étant le mois le plus humide.

## Histoire
La région actuelle de Hashima faisait partie de l'ancienne province de Mino. 
La ville de Hashima a été créée le 1er avril 1954, de la fusion du bourg de Takenohana avec neuf villages voisins.

## Éducation
- Université préfectorale d'infirmières de Gifu

## Transports
Hashima est desservie par la ligne Shinkansen Tōkaidō à la gare de Gifu-Hashima. La ville est également desservie par les lignes Hashima et Takehana de la compagnie Meitetsu.

## Personnalités liées à la ville
- Junzō Sakakura (1901-1969), architecte
- Ikuhisa Minowa (né en 1976), catcheur